# Ud af mørket
Ud af mørket er en spillefilm instrueret af Daniell Edwards og David Sakurai.